# Bactrocera scutellata
Bactrocera scutellata
 es una especie de insecto díptero que Friedrich Georg Hendel describió científicamente por primera vez en 1912. Esta especie pertenece al género Bactrocera de la familia Tephritidae. 